# Chorocaecilius brunellus
Chorocaecilius brunellus är en insektsart som först beskrevs av Tillyard 1923.  Chorocaecilius brunellus ingår i släktet Chorocaecilius och familjen Pseudocaeciliidae. Inga underarter finns listade i Catalogue of Life.